# Рипън
 Тази статия е за града в Англия.  За града в Съединените щати вижте Рипън (Калифорния).  
Рипън (на английски: Ripon) е град в графство Северен Йоркшър, северна Англия. Населението му е 16 274 души (2020).
Разположен е на 47 m надморска височина на 35 km северозападно от град Йорк. Селището е основано в средата на VII век от свети Уилфрид Йоркски. От 1836 до 2014 година градът е седалище на диоцез на Англиканската църква, включващ и град Лийдс.